# Musix
Musix (ook wel genaamd Musix GNU+Linux) is een Live CD- en Live DVD-Linuxdistributie voor de x86-processorfamilie. Het is gebaseerd op Knoppix, Kanotix en Debian. Het bevat software voor audioproducties, grafisch ontwerp, beeldbewerking en diverse algemene software. De initiator van het project is Marcos Germán Guglielmetti.

## Taal
Vanwege het feit dat Musix ontwikkeld wordt door een team uit Argentinië, Spanje en Brazilië, is de voertaal die gebruikt wordt voor discussies over de ontwikkeling en in de documentatie het Spaans. Musix heeft zijn eigen gemeenschap van gebruikers in het Spaans, Portugees en Engels.